# ジャワトラ
ジャワトラ (学名：Panthera tigris ssp. sondaica) は、食肉目ネコ科に属するトラの一亜種で、インドネシアのジャワ島だけに生息していた。小型のトラで、スマトラトラと同程度の大きさという。1980年代に絶滅したとされる。

## 特徴
体は本土の亜種に比べると小柄であるが、バリトラよりは大型であった。縞は細くて長く、スマトラトラのものより本数は多かった。鼻は長く幅が狭かった。これらの特徴によって、ジャワトラは他の亜種とは別の亜種とされた。
オスは体長248cm、体重は100から141kg程度、メスはやや小柄で体重は75から115kg程度であった。
ジャワトラの小柄な体格は餌となる動物に由来すると考えられている。彼らは鹿、バンテン、イノシシ、水鳥、爬虫類などを捕食した。第二次世界大戦前まではインドネシアの動物園でジャワトラが飼育されていたが、戦時中これらが閉鎖されたこともあり飼育下での寿命や妊娠期間は知られていない。

## 絶滅の経緯
絶滅の要因は、狩猟と生息地である森林と餌資源の減少であると考えられている。
20世紀後半の1975年には、1938年当時2800万人だったジャワ島の人口は8500万人に増加しており、主食となる米は不足していた。稲作地を拡大するために森林は伐採され、1938年に島の表面積の23%を占めていた自然林は1975年には8%にまで減少した。こうした人間の生活範囲の拡大が、絶滅の主因となった。1940年代にはジャワトラはすでに人里離れた森林や山地に追いやられていたが、その森が野生動物の保護意識が十分でなかった第二次世界大戦後の時代、チーク、コーヒー、ゴムのプランテーションのために細分化されたこと、シカをはじめとするジャワトラの餌となる動物が減少したことも個体数の減少に拍車をかけた。1965年ごろには反政府組織が資金源とするためにジャワトラを狩った。さらにいくつかの事件によってジャワトラの駆除が大規模に行われ、多くのトラが毒殺された。
それでも、1960年代半ばまではウジュン・クロン、ルエン・サンチャン、バルランの3つの保護区でジャワトラは生存していた。1971年には、老いたメスのジャワトラが南東部のベティリ山付近のプランテーション近くで写真にとらえられた。これを受け、1972年には同地に自然保護区が設定された。
目撃情報は1976年ジャワ島東部のメル・ベティリ国立公園（Meru Betiri National Park）におけるものが最後である。この時の調査ではベティリ山の標高の高い地点で生きた個体が目撃されたほか、3から5頭のジャワトラの存在を示す痕跡が発見された。1980年には、SeidenstickerとSuyonoが野生生物保護区を拡張し、脆弱な生態系が人間によって破壊されることを提唱し、インドネシアの自然保護当局は1982年にこの提案を実行に移した。だがこれらの措置は生存していたジャワトラを保護するには遅すぎた。
1984年、ジャワ島西部のハリムン保護区で一頭のトラが射殺された。そしてそれ以降、生存したジャワトラの個体は発見されていない。1987年にはボゴール農科大学が30人からなる調査隊をメル・ベティリに派遣し、ジャワトラの痕跡を発見したが、トラそのものは発見できなかった。
その後、WWFインドネシアの支援を得て、1992年秋にメル・ベティリ国立公園にカメラトラップが設置された。だが、1993年3月から1994年3月まで19か所にカメラを設置して調査したにもかかわらず、ジャワトラの姿はとらえられず、この調査の最終報告書が公表された後に、ジャワトラの絶滅が宣言された。